# Анненков, Николай Николаевич
Никола́й Никола́евич А́нненков (6 [17] декабря 1799, Нижегородская губерния — 25 ноября (7 декабря) 1865) — русский военный и государственный деятель: генерал-адъютант (с 6 декабря 1844 года), член Государственного Совета (с 3 ноября 1848 года), сенатор (с 29 мая 1854 года), генерал от инфантерии (с 17 апреля 1858 года), генерал-губернатор Новороссии и Бессарабии (1854—1855), государственный контролёр России (с 17 апреля 1855 по 6 декабря 1862), генерал-губернатор Юго-Западного края (1862—1865). Также известен как поэт-дилетант.

## Биография
Родился 6 (17) декабря 1799 года в Сергачском уезде Нижегородской губернии — сын отставного полковника Николая Никаноровича Анненкова (1751—1829); дальний родственник М. Ю. Лермонтова.
Учился в Благородном пансионе при Московском университете, по окончании которого был произведён в студенты (1812). В 1813 году поступил на службу в Московский почтамт. Несмотря на отсутствие систематического образования, проявил себя как на военном, так и на гражданском поприщах, последовательно сменив ряд высоких должностей. Принадлежность Николая Анненкова к старой дворянской фамилии дала ему право поступить в гвардию, подпрапорщиком в лейб-гвардии Семёновский полк. С 1821 года перевёлся в Преображенский полк. Уже в 1824 году он был замечен и назначен адъютантом великого князя Михаила Павловича. Служба при дворе способствовала установлению особых отношений с членами императорской фамилии, которые немало способствовали служебному росту Н. Н. Анненкова. В 1828 году, уже в чине полковника, он сопровождал Михаила Павловича на театре военных действий в ходе русско-турецкой войны 1828—1829 гг.
В 1830—1831 годах Н. Н. Анненков был начальником штаба корпуса Остен-Сакена и участвовал в подавлении Польского восстания и 4 мая 1831 года был награждён орденом Святого Георгия IV степени за № 4532.

За то, что 10 апреля 1831 года, командуя отдельным отрядом в пределах Августовского воеводства, истребил под городом Мариамполем два больших отряда Пушета и Шона, и взял последнего в плен, а с ним до 1200 человек инсургентов.
10 сентября 1835 года произведён в генерал-майоры и причислен к Свите Его Величества. С 29 марта 1836 по 25 декабря 1837 года командовал лейб-гвардии Измайловского полка. В 1844 году Анненков получил чин генерал-лейтенанта, а сразу вслед за тем — звание генерал-адъютанта, а в конце 1848 года стал членом Государственного совета. С этого момента он превратился в гражданского администратора, хотя и в генеральском мундире. Исполнял, в основном, контрольно-ревизионные поручения. В 1849 году заменил Д. П. Бутурлина на посту главы Цензурного комитета и занимал эту должность вплоть до 1855 года.
В 1850—1851 годах Николай Анненков провёл масштабную ревизию Западной Сибири, за что был представлен к ордену Святого Александра Невского. В своем отчёте он утверждал, что в Сибири не установилось ещё «прочное устройство, вполне соответствующее местным и политическим обстоятельствам того края», после чего Высочайшим Указом от 17 апреля 1852 года был восстановлен Сибирский комитет; 30 ноября 1852 года он был избран действительным членом Императорского Русского географического общества.

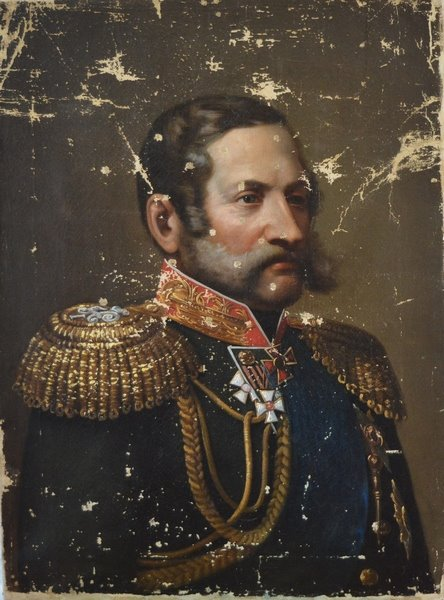
Н. Н. Анненков, генерал-адъютант (~1850 год)

Во время Крымской войны Николай Николаевич Анненков занимал пост генерал-губернатора Новороссии и Бессарабии.
В 1855 году Н. Н. Анненков получил наивысшее назначение в своей государственной карьере: он был назначен на пост Государственного контролёра России, одновременно получив ряд высоких отличий. Его нахождение на министерском посту совпало со сложным периодом перехода власти и началом реформ Александра II. По предложению Анненкова для изучения зарубежного опыта за границу были командированы несколько ответственных чиновников, в числе которых был М. Х. Рейтерн и В. А. Татаринов, которые в течение двух лет собирали материалы по системе ревизии во Франции, Германии, Англии, Бельгии и США. На основе полученных материалов комиссия под руководством П. П. Гагарина разработала проект преобразования кассового устройства в России.
Потребность в проведении активной финансовой и контрольной реформы потребовала на место Государственного контролёра человека другой формации и 6 декабря 1862 года Н. Н. Анненков был назначен на новую должность — генерал-губернатором Юго-Западного края, а исправляющим должность Государственного контролёра с 1 января 1863 года был назначен В. А. Татаринов, человек волевой, компетентный и как нельзя лучше соответствовавший духу времени.
Находясь в должности генерал-губернатора Юго-Западного края Н. Н. Анненков, по мнению историка А. И. Миллера, явился одним из инициаторов правительственных мер против нарождающегося украинского движения и авторов Валуевского циркуляра.
В 1865 году Н. Н. Анненков сопровождал тело скоропостижно скончавшегося от туберкулёза наследника престола цесаревича Николая Александровича в последний путь из Ниццы в Петербург. Но и сам по дороге простудился и умер 25 ноября (7 декабря) 1865 года от воспаления лёгких. Был похоронен на кладбище Воскресенского Новодевичьего монастыря; могила утрачена.

## Награды

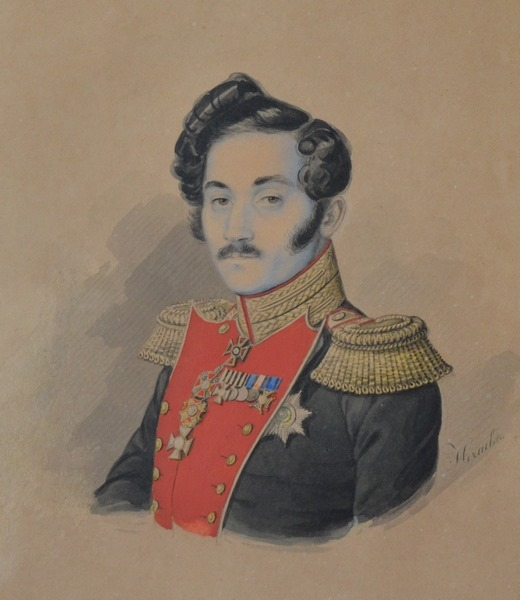
Портрет генерал-майора Н. Н. Анненкова работы И. А. Нечаева, 1835—1837 гг.

- Орден Святой Анны 3-й степени (26 октября 1821)[8]
- Орден Святого Владимира 4-й степени (22 августа 1827)[9]
- Орден Святой Анны 2-й степени с алмазными знаками (1 июля 1828)[10]
- Орден Святого Владимира 3-й степени (19 октября 1831)[11]
- Орден Святого Георгия 4-й степени (4 мая 1831)[11]
- Польский знак отличия за военное достоинство 3-й степени (1831)[11]
- Орден Святого Станислава 2-й степени (6 декабря 1831)[12]
- Орден Святого Станислава 1-й степени (6 декабря 1837)[11]
- Орден Святой Анны 1-й степени (30 августа 1839)[11]
- Орден Святого Владимира 2-й степени (10 октября 1843)[13]
- Орден Белого орла (7 апреля 1846)[14]
- Орден Святого Александра Невского (19 декабря 1851)[14]; алмазные знаки к этому ордену (26 августа 1856)[15]
- Орден Святого Владимира 1-й степени с мечами над орденом (23 апреля 1861)[16]
- Орден Святого Андрея Первозванного (30 августа 1863)[16]
- Знак отличия беспорочной службы за XV лет (22 августа 1839)[11]
- Знак отличия беспорочной службы за XX лет (22 августа 1843)[13]
- Знак отличия беспорочной службы за XXV лет (22 августа 1848)[14]
- Знак отличия беспорочной службы за XXX лет (22 августа 1855)[15]
- Знак отличия беспорочной службы за XXXV лет (22 августа 1859)[16]

Иностранные:
- прусский Орден Красного орла 3-й степени (2 июня 1835)
- прусский Орден Красного орла 2-й степени (10 сентября 1835)

## Литературная деятельность
Литературой увлёкся вслед за сестрой Варварой (1795—1866/1870) и братом Иваном (1796—1829, автор кантаты «Армида» и ряда стихотворений в периодике). Сблизился с кругом А. Е. Измайлова, который опубликовал несколько альбомных стихотворений, послание, сатиру, отрывки из комедии «Нерешительный» в журнале «Благонамеренный» (1820). С 1819 член Вольного общества любителей словесности, наук и художеств. Переводил Вольтера, продолжал писать в последующие годы, однако не печатался.

## Семья

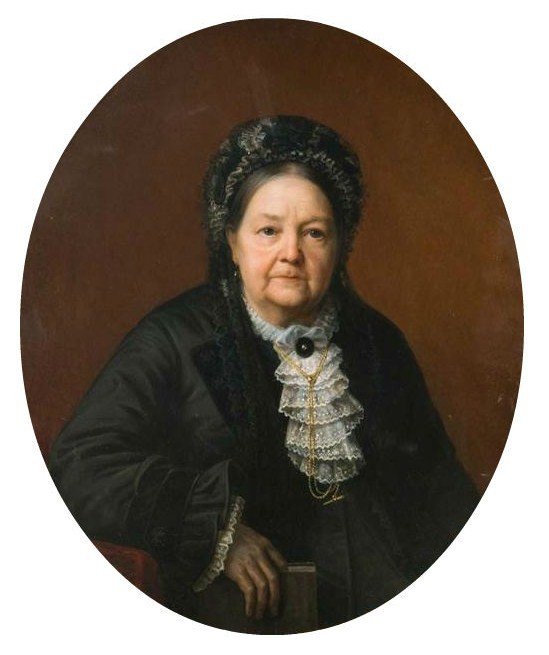
Вера Ивановна Аненнкова

С 29 июля 1832 года был женат на фрейлине Вере Ивановне Бухариной (1813—1902), дочери сенатора Ивана Яковлевича Бухарина (1772—1858) от брака его с Елизаветой Фёдоровной Полторацкой (1789—1828). Вера Ивановна была выпускницей Смольного института, её знал А. С. Пушкин и П. А. Вяземский, ею был увлечен А. И. Тургенев. Она оставила воспоминания о Лермонтове; ей посвящён один из его новогодних мадригалов.
Их дети:
- Михаил (1835—1899), генерал, член Военного совета.
- Елена (1837—1904, Париж), жена генерал-майора Иосафа Аркадьевича Нелидова, близкая приятельница министра финансов А. А. Абазы. В начале 1880-х годов салон Нелидовой считался лучшим в Петербурге.
- Елизавета (1840—1886), с 1859 года замужем за князем Виктором Васильевичем Голицыным (1835—1885). Поэт Тютчев, часто бывавший на балах у Анненкова-старшего, посвятил ей стихотворение «И в нашей жизни повседневной…» (1859).
- Мария (1844—1889), замужем за дипломатом К. В. Струве (1835—1907)[17].
- Александр (02.07.1845— ?), крестник Николая I.
- Александра (1849—06.06.1914[18]), фрейлина двора, с 25 января 1878 года[19] замужем за графом Евгением Вогюэ (1846—1909), секретарём французского посольства в России. Умерла от диабета в Париже, похоронена на кладбище Пер-Лашез.